# Honda Z

## Honda Z360
Honda Z360 – samochód osobowy segmentu kei-car produkowany przez koncern Honda w latach 1970–1974. 

## Honda Z I
Honda Z – mini-SUV produkowany przez koncern Hondy od 1998 do 2003 roku. Pojemność silnika wynosi 656 cm³.